# Nudo sdraiato
Nudo sdraiato (Nu couché in lingua francese) è un dipinto a olio su tela di 60x92 cm realizzato tra il 1917 ed il 1918 dal pittore italiano Amedeo Modigliani.

## Storia
La tela, esposta da Berthe Weill alla prima personale parigina di Modigliani dovette essere ritirata per offesa alla pubblica decenza. È probabile che la modella del Nudo sdraiato, a braccia aperte sia la stessa di un altro dipinto di Modigliani di quello stesso 1917, la Donna con cravatta nera.
Il quadro era uno dei sette Modigliani della Collezione Riccardo Gualino, alcuni dei quali andarono dispersi nel 1931, in seguito all'arresto e al confino del mecenate.
È appartenuto prima alla collezione Piero Feroldi quindi alla Collezione Mattioli per 66 anni finché, il 9 novembre 2015, il magnate cinese Liu Yiqian lo ha acquistato dopo 9 minuti e mezzo di gara in un'asta Christie's a New York, al prezzo di 170.405.000 dollari. Il dipinto è così diventato la decima opera più cara al mondo mai acquistata ad una asta (il primo è Donne di Algeri di Picasso) mentre il precedente record per un'opera di Modigliani è stato di 70.725.000 dollari realizzato nel 2014 da Sotheby's a New York da una «Tête».

## Descrizione
Questo dipinto - detto anche Nudo sdraiato a braccia aperte o Nudo rosso - è senz'ombra di dubbio uno dei più famosi del pittore livornese, anzi per molti ne è addirittura il simbolo stesso; se ci chiediamo il motivo di tanto successo (almeno nella nostra epoca) ci riesce difficile rispondere, almeno ad un primo esame. 

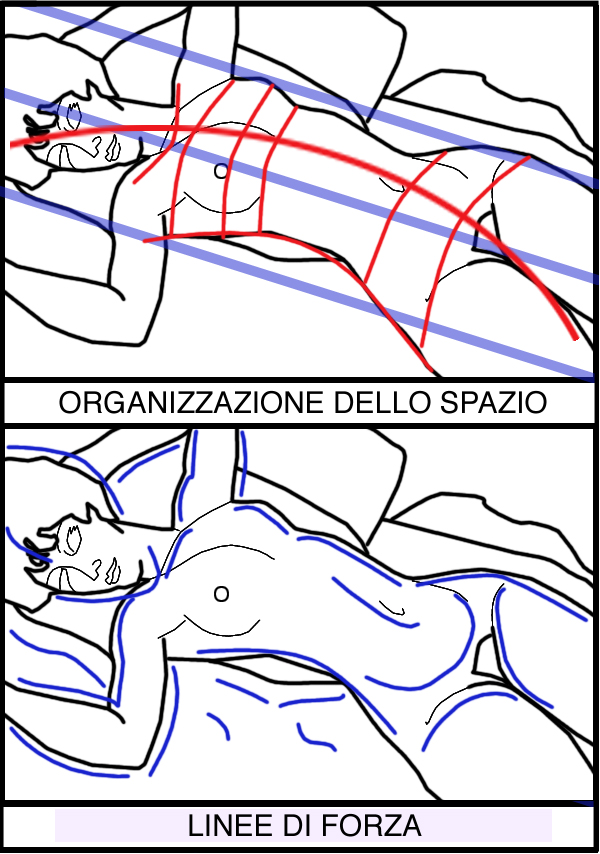
Schemi di Nudo rosso

La donna raffigurata, con occhi e capelli neri, giace languidamente sui cuscini con le braccia sollevate e la peluria delle ascelle e del pube in vista.
La modella è Jeanne Hébuterne, compagna dell'artista: essa si stende lungo tutto il dipinto, con braccia e gambe tagliate dal bordo del quadro. Il corpo domina lo spazio, anzi lo riempie, tagliato sopra le ginocchia, al polso, al gomito, come se la tela non potesse contenerlo. Se riflettiamo, il motivo di questo taglio particolare ci appare subito evidente: nella composizione non ci sono rette e le parti del corpo e del mobile di fondo che avrebbero richiesto rette, sono, appunto, tagliate, per non disturbare la stilizzazione formale del quadro. Il divano è rosso, il cuscino azzurro, nulla è rigido.
Il nudo è per Modigliani una forma particolare di ritratto, in cui il pittore ricrea sulla tela con la stessa libertà con cui ricrea il volto. Così, anche qui i contorni sono allungati, tesi in una forma lineare che sublima la realtà. E la linea, che è il fondamento dell'arte di Modigliani, in questo particolare nudo segna il confine tra caos e creato, stabilisce contorni tra luce e ombra, scandisce e costruisce spazi e volumi. È la linea e il suo diverso spessore che restituisce piani e sfondi. I colori sono pochi: le tonalità presenti sono terre rosse e ocra, azzurri e neri, poco bianco. L'ambiente è appena accennato, quasi un abbozzo, perché ancor più risalti il corpo, morbido, acceso.
È nell'uso della linea che Modigliani insegue e conquista un faticoso armistizio fra classicità e modernità, amor sacro e profano, carne e idea. Una linea, ricercata fin dagli anni giovanili, che è la cifra inconfondibile dell'artista. Alla presentazione della mostra di Modigliani alla Biennale del 1930, Lionello Venturi scrisse: "Mi ha detto il pittore Mauroner, che condivise con Modigliani lo studio a Venezia nel 1905, che allora il suo amico si tormentava per raggiungere la «linea»: non che per linea intendesse alcuna fermezza di contorno, anzi egli dava a quel termine un puro valore spirituale, di sintesi, di semplificazione, di liberazione dal contingente, di passione per l'essenziale."
Come per altri nudi dello stesso autore è possibile un riferimento classico: in questo caso è talmente scoperto da risultare quasi banale: la Maja desnuda dipinta da Goya più di un secolo prima è probabile modello anche di altri nudi di Modigliani. Nel confronto con i tanti altri nudi della sua produzione, qui Modigliani riesce però a imprimere un tocco espressivo del tutto singolare, per l'intensità dello sguardo e l'uso sapiente dei pochi colori: il risultato è simbolo. Simbolo universale, come per la prima Maja, della sensualità femminile, moderna - in questo caso - ma, come mai, fuori del tempo e dello spazio, carne e sangue, anima e spirito insieme della donna, quasi scultura, nonostante la carnalità: anche se mostrato in modo provocatorio - i peli del pube che tanti grattacapi crearono all'artista - esibisce una sensualità contenuta, malinconica, quasi astratta, un secondo tempio della bellezza, in cui l'idea di bellezza è figlia della poesia e non il contrario.
Ecco spiegato il fascino inesausto del dipinto: rappresentazione poetica dell'idea di bellezza, al contrario di altri contemporanei che dall'ideale classico fanno discendere la rappresentazione artistica. Anche la citazione "classica" assume qui un diverso e più potentemente creativo significato: "Tutto ciò che Modigliani ha di «italiano» è l'inquietudine interna (la stessa dei futuristi) che nasce dal vuoto dell'esperienza romantica, che la cultura italiana non ha o ha incompiutamente vissuto. Perciò non accetta l'idea di una pittura analitica, la pittura dev'essere poesia. È un limite, ma grazie a questo limite Modigliani non crede al richiamo dell'ordine, alla ragione, all'equilibrio classico. Alla «perfetta proporzione» di Gris, alla pittura «senza errori» di Braque, a Picasso che si mette a rifare Ingres, al Cubismo «cartesiano», infine, Modigliani oppone un'irriquietezza, una tensione interiore, che lo mettono dalla parte dei grandi «obiettori», Delaunay, e Duchamp". La sua ispirazione, come per tanti artisti contemporanei, affonda le sue radici nell'arte europea ed africana; ma il suo scopo è esprimere la realtà in modo moderno e non, al contrario, sperimentare una moderna concezione dell'arte, come invece facevano gli altri artisti. In questo il suo limite e, insieme, la sua grandezza.

## Citazioni
- Il batterista e compositore Giampaolo Ascolese ha dedicato a questo dipinto la sua composizione Dreamin' Of You, contenuta nel CD Couleur Musique, pubblicato dalla Philology[7].